# Between Here & Lost
Between Here & Lost – pierwszy album zespołu Love and Death, wydany 22 stycznia 2013 roku.

## Lista utworów
1. The Abandoning – 3:26
2. Whip it (Devo cover) – 3:08
3. Watching the Bottom Fall – 3:37
4. By the Way... – 3:50
5. Meltdown – 4:06
6. My Disaster – 4:12
7. I W8 4 U (feat. Mattie Montgomery) – 4:31
8. Fading Away – 3:40
9. Paralyzed – 3:42
10. Chemicals – 3:55
11. Bruises – 4:22
12. Empty – 5:50
13. The Abandoning (Rauch Remix) – 4:18
14. Meltdown (Rauch Remix) – 3:27

- Ostatnie trzy utwory są obecne w rozszerzonej wersji albumu, która wyszła 17 września 2013 roku.